# متحف القرية التراثية
متحف القرية التراثية أحد متاحف منطقة عسير في أبها, أسسه سليمان علي الشهري، المتحف مبنى مستقل وهو بعيد عن سكن صاحب المتحف.

## مكونات المتحف
ساحة شعبية مكونه من ثلاث أدوار، حيث أن الدور الأول والثاني يحتوي كل دور على أربع قاعات اما الدور الثالث فهو عبارة عن صالة فنيـه وركن واحد منها يحتوي على أحجار منقوشة حيث تنوعت بها طرق العرض وتضم مجموعه من مواد العرض المتحفي وتقسم إلى عدة مجموعات وهي كالتالي مجموعه أدوات القوة والضيافة العربية كالأواني والدلال ومجموعه الأدوات الزراعية والمحاريث ومجموعه الزينة والحلي ومجموعه الأواني الحجرية والخشبية والفخارية ومجموعه الملبوسات النسائية ومجموعه الأدوات الخوصيه ومجموعه العملات المعدنية.